# Baskien runt 2025
Baskien runt 2025 var den 64:e upplagan av det spanska etapploppet Baskien runt. Cykelloppets sex etapper kördes mellan den 7 och 12 april 2025 med start i Vitoria-Gasteiz och målgång i Eibar. Loppet var en del av UCI World Tour 2025 och vanns av portugisiske João Almeida från cykelstallet UAE Team Emirates XRG.

## Deltagande lag
| WorldTeams (18)- Alpecin-Deceuninck - Arkéa-B&B Hotels - Bahrain-Victorious - Cofidis - Decathlon AG2R La Mondiale Team - EF Education-EasyPost - Groupama-FDJ - Ineos Grenadiers - Intermarché-Wanty - Lidl-Trek - Movistar Team - Red Bull-BORA-hansgrohe - Soudal Quick-Step - Team Jayco AlUla - Team Picnic-PostNL - Team Visma \| Lease a Bike - UAE Team Emirates XRG - XDS Astana Team ProTeams (6)- Burgos-Burpellet-BH - Caja Rural-Seguros RGA - Equipo Kern Pharma - Euskaltel-Euskadi - Team TotalEnergies - Tudor Pro Cycling Team |
| |

## Etapper
| Etapp | Datum  | Start – mål                       | type       | Distans (km) | Höjdskillnad (m) | Etappvinnare          | Totalledare           |
| ----- | ------ | --------------------------------- | ---------- | ------------ | ---------------- | --------------------- | --------------------- |
| 1     | 7 apr  | Vitoria-Gasteiz – Vitoria-Gasteiz | Tempoetapp | 16,5         | 78 m             | Maximilian Schachmann | Maximilian Schachmann |
| 2     | 8 apr  | Pamplona – Lodosa                 |            | 199,8        | 1 682 m          | Caleb Ewan            | Maximilian Schachmann |
| 3     | 9 apr  | Zarautz – Beasain                 | Kuperat    | 156,3        | 3 126 m          | Alex Aranburu         | Maximilian Schachmann |
| 4     | 10 apr | Beasain – Markina-Xemein          | Kuperat    | 169,6        | 2 862 m          | João Almeida          | João Almeida          |
| 5     | 11 apr | Urduña / Orduña – Guernica        | Kuperat    | 172,4        | 2 656 m          | Ben Healy             | João Almeida          |
| 6     | 12 apr | Eibar – Eibar                     | Bergsetapp | 153,6        | 3 716 m          | João Almeida          | João Almeida          |

### 1:a etappen
| Vitoria-Gasteiz - Vitoria-Gasteiz | Tempoetapp | (16,5 km) |

| \| Placeringar i etappen \| Placeringar i etappen \| Placeringar i etappen \| Placeringar i etappen \| Placeringar i etappen \| \| Cyklist \| Cyklist \| Lag \| Tid \| \| \| --------------------- \| --------------------- \| -------------------------- \| --------------------- \| --------------------- \| \| 1. \| Maximilian Schachmann \| Soudal Quick-Step \| 18' 37" \| \| \| 2. \| João Almeida \| UAE Team Emirates XRG \| + 0" \| \| \| 3. \| Florian Lipowitz \| Red Bull-Bora-Hansgrohe \| + 1" \| \| \| 4. \| Ethan Hayter \| Soudal Quick-Step \| + 6" \| \| \| 5. \| Aleksandr Vlasov \| Red Bull-Bora-Hansgrohe \| + 10" \| \| \| 6. \| Ilan Van Wilder \| Soudal Quick-Step \| + 11" \| \| \| 7. \| Victor Campenaerts \| Team Visma \\| Lease a Bike \| + 12" \| \| \| 8. \| Mattias Skjelmose \| Lidl-Trek \| + 12" \| \| \| 9. \| Bruno Armirail \| Decathlon-AG2R La Mondiale \| + 13" \| \| \| 10. \| Michael Leonard \| Ineos Grenadiers \| + 16" \| \| |                       |                            |         |
| |                       |                            |         |
| |                       |                            |         |
| Placeringar i etappen |                       |                            |         |
| Cyklist | Cyklist               | Lag                        | Tid     |
| 1. | Maximilian Schachmann | Soudal Quick-Step          | 18' 37" |
| 2. | João Almeida          | UAE Team Emirates XRG      | + 0"    |
| 3. | Florian Lipowitz      | Red Bull-Bora-Hansgrohe    | + 1"    |
| 4. | Ethan Hayter          | Soudal Quick-Step          | + 6"    |
| 5. | Aleksandr Vlasov      | Red Bull-Bora-Hansgrohe    | + 10"   |
| 6. | Ilan Van Wilder       | Soudal Quick-Step          | + 11"   |
| 7. | Victor Campenaerts    | Team Visma \| Lease a Bike | + 12"   |
| 8. | Mattias Skjelmose     | Lidl-Trek                  | + 12"   |
| 9. | Bruno Armirail        | Decathlon-AG2R La Mondiale | + 13"   |
| 10. | Michael Leonard       | Ineos Grenadiers           | + 16"   |

| \| Totaltävlingen \| Totaltävlingen \| Totaltävlingen \| Totaltävlingen \| Totaltävlingen \| \| Cyklist \| Cyklist \| Lag \| Tid \| \| \| -------------- \| --------------------- \| -------------------------- \| -------------- \| -------------- \| \| 1. \| Maximilian Schachmann \| Soudal Quick-Step \| 18' 37" \| \| \| 2. \| João Almeida \| UAE Team Emirates XRG \| + 0" \| \| \| 3. \| Florian Lipowitz \| Red Bull-Bora-Hansgrohe \| + 1" \| \| \| 4. \| Ethan Hayter \| Soudal Quick-Step \| + 6" \| \| \| 5. \| Aleksandr Vlasov \| Red Bull-Bora-Hansgrohe \| + 10" \| \| \| 6. \| Ilan Van Wilder \| Soudal Quick-Step \| + 11" \| \| \| 7. \| Victor Campenaerts \| Team Visma \\| Lease a Bike \| + 12" \| \| \| 8. \| Mattias Skjelmose \| Lidl-Trek \| + 12" \| \| \| 9. \| Bruno Armirail \| Decathlon-AG2R La Mondiale \| + 13" \| \| \| 10. \| Michael Leonard \| Ineos Grenadiers \| + 16" \| \| |                       |                            |         |
| |                       |                            |         |
| |                       |                            |         |
| Totaltävlingen |                       |                            |         |
| Cyklist | Cyklist               | Lag                        | Tid     |
| 1. | Maximilian Schachmann | Soudal Quick-Step          | 18' 37" |
| 2. | João Almeida          | UAE Team Emirates XRG      | + 0"    |
| 3. | Florian Lipowitz      | Red Bull-Bora-Hansgrohe    | + 1"    |
| 4. | Ethan Hayter          | Soudal Quick-Step          | + 6"    |
| 5. | Aleksandr Vlasov      | Red Bull-Bora-Hansgrohe    | + 10"   |
| 6. | Ilan Van Wilder       | Soudal Quick-Step          | + 11"   |
| 7. | Victor Campenaerts    | Team Visma \| Lease a Bike | + 12"   |
| 8. | Mattias Skjelmose     | Lidl-Trek                  | + 12"   |
| 9. | Bruno Armirail        | Decathlon-AG2R La Mondiale | + 13"   |
| 10. | Michael Leonard       | Ineos Grenadiers           | + 16"   |

### 2:a etappen
| Pamplona - Lodosa |  | (199,8 km) |

| \| Placeringar i etappen \| Placeringar i etappen \| Placeringar i etappen \| Placeringar i etappen \| Placeringar i etappen \| \| Cyklist \| Cyklist \| Lag \| Tid \| \| \| --------------------- \| --------------------- \| -------------------------- \| --------------------- \| --------------------- \| \| 1. \| Caleb Ewan \| Ineos Grenadiers \| 4t 13' 50" \| \| \| 2. \| Luca Van Boven \| Intermarché-Wanty \| + 0" \| \| \| 3. \| Bastien Tronchon \| Decathlon-AG2R La Mondiale \| + 0" \| \| \| 4. \| Thibaud Gruel \| Groupama-FDJ \| + 0" \| \| \| 5. \| Iúri Leitão \| Caja Rural-Seguros RGA \| + 0" \| \| \| 6. \| Axel Zingle \| Team Visma \\| Lease a Bike \| + 0" \| \| \| 7. \| Fabio Van den Bossche \| Alpecin-Deceuninck \| + 0" \| \| \| 8. \| Luc Wirtgen \| Tudor Pro Cycling Team \| + 0" \| \| \| 9. \| Jon Aberasturi \| Euskaltel-Euskadi \| + 0" \| \| \| 10. \| Anders Foldager \| Team Jayco AlUla \| + 0" \| \| |                       |                            |            |
| |                       |                            |            |
| |                       |                            |            |
| Placeringar i etappen |                       |                            |            |
| Cyklist | Cyklist               | Lag                        | Tid        |
| 1. | Caleb Ewan            | Ineos Grenadiers           | 4t 13' 50" |
| 2. | Luca Van Boven        | Intermarché-Wanty          | + 0"       |
| 3. | Bastien Tronchon      | Decathlon-AG2R La Mondiale | + 0"       |
| 4. | Thibaud Gruel         | Groupama-FDJ               | + 0"       |
| 5. | Iúri Leitão           | Caja Rural-Seguros RGA     | + 0"       |
| 6. | Axel Zingle           | Team Visma \| Lease a Bike | + 0"       |
| 7. | Fabio Van den Bossche | Alpecin-Deceuninck         | + 0"       |
| 8. | Luc Wirtgen           | Tudor Pro Cycling Team     | + 0"       |
| 9. | Jon Aberasturi        | Euskaltel-Euskadi          | + 0"       |
| 10. | Anders Foldager       | Team Jayco AlUla           | + 0"       |

| \| Totaltävlingen \| Totaltävlingen \| Totaltävlingen \| Totaltävlingen \| Totaltävlingen \| \| Cyklist \| Cyklist \| Lag \| Tid \| \| \| -------------- \| --------------------- \| -------------------------- \| -------------- \| -------------- \| \| 1. \| Maximilian Schachmann \| Soudal Quick-Step \| 4t 32' 27" \| \| \| 2. \| João Almeida \| UAE Team Emirates XRG \| + 0" \| \| \| 3. \| Florian Lipowitz \| Red Bull-Bora-Hansgrohe \| + 1" \| \| \| 4. \| Ethan Hayter \| Soudal Quick-Step \| + 6" \| \| \| 5. \| Aleksandr Vlasov \| Red Bull-Bora-Hansgrohe \| + 10" \| \| \| 6. \| Ilan Van Wilder \| Soudal Quick-Step \| + 11" \| \| \| 7. \| Victor Campenaerts \| Team Visma \\| Lease a Bike \| + 12" \| \| \| 8. \| Mattias Skjelmose \| Lidl-Trek \| + 12" \| \| \| 9. \| Bruno Armirail \| Decathlon-AG2R La Mondiale \| + 13" \| \| \| 10. \| Michael Leonard \| Ineos Grenadiers \| + 16" \| \| |                       |                            |            |
| |                       |                            |            |
| |                       |                            |            |
| Totaltävlingen |                       |                            |            |
| Cyklist | Cyklist               | Lag                        | Tid        |
| 1. | Maximilian Schachmann | Soudal Quick-Step          | 4t 32' 27" |
| 2. | João Almeida          | UAE Team Emirates XRG      | + 0"       |
| 3. | Florian Lipowitz      | Red Bull-Bora-Hansgrohe    | + 1"       |
| 4. | Ethan Hayter          | Soudal Quick-Step          | + 6"       |
| 5. | Aleksandr Vlasov      | Red Bull-Bora-Hansgrohe    | + 10"      |
| 6. | Ilan Van Wilder       | Soudal Quick-Step          | + 11"      |
| 7. | Victor Campenaerts    | Team Visma \| Lease a Bike | + 12"      |
| 8. | Mattias Skjelmose     | Lidl-Trek                  | + 12"      |
| 9. | Bruno Armirail        | Decathlon-AG2R La Mondiale | + 13"      |
| 10. | Michael Leonard       | Ineos Grenadiers           | + 16"      |

### 3:e etappen
| Zarautz - Beasain | Kuperat | (156,3 km) |

| \| Placeringar i etappen \| Placeringar i etappen \| Placeringar i etappen \| Placeringar i etappen \| Placeringar i etappen \| \| Cyklist \| Cyklist \| Lag \| Tid \| \| \| --------------------- \| --------------------- \| -------------------------- \| --------------------- \| --------------------- \| \| 1. \| Alex Aranburu \| Cofidis \| 3t 45' 21" \| \| \| 2. \| Romain Grégoire \| Groupama-FDJ \| + 3" \| \| \| 3. \| Maximilian Schachmann \| Soudal Quick-Step \| + 3" \| \| \| 4. \| João Almeida \| UAE Team Emirates XRG \| + 3" \| \| \| 5. \| Enric Mas \| Movistar Team \| + 3" \| \| \| 6. \| Mattias Skjelmose \| Lidl-Trek \| + 3" \| \| \| 7. \| Wilco Kelderman \| Team Visma \\| Lease a Bike \| + 3" \| \| \| 8. \| Florian Lipowitz \| Red Bull-Bora-Hansgrohe \| + 3" \| \| \| 9. \| Steff Cras \| Team TotalEnergies \| + 3" \| \| \| 10. \| Ilan Van Wilder \| Soudal Quick-Step \| + 3" \| \| |                       |                            |            |
| |                       |                            |            |
| |                       |                            |            |
| Placeringar i etappen |                       |                            |            |
| Cyklist | Cyklist               | Lag                        | Tid        |
| 1. | Alex Aranburu         | Cofidis                    | 3t 45' 21" |
| 2. | Romain Grégoire       | Groupama-FDJ               | + 3"       |
| 3. | Maximilian Schachmann | Soudal Quick-Step          | + 3"       |
| 4. | João Almeida          | UAE Team Emirates XRG      | + 3"       |
| 5. | Enric Mas             | Movistar Team              | + 3"       |
| 6. | Mattias Skjelmose     | Lidl-Trek                  | + 3"       |
| 7. | Wilco Kelderman       | Team Visma \| Lease a Bike | + 3"       |
| 8. | Florian Lipowitz      | Red Bull-Bora-Hansgrohe    | + 3"       |
| 9. | Steff Cras            | Team TotalEnergies         | + 3"       |
| 10. | Ilan Van Wilder       | Soudal Quick-Step          | + 3"       |

| \| Totaltävlingen \| Totaltävlingen \| Totaltävlingen \| Totaltävlingen \| Totaltävlingen \| \| Cyklist \| Cyklist \| Lag \| Tid \| \| \| -------------- \| --------------------- \| -------------------------- \| -------------- \| -------------- \| \| 1. \| Maximilian Schachmann \| Soudal Quick-Step \| 8t 17' 47" \| \| \| 2. \| Florian Lipowitz \| Red Bull-Bora-Hansgrohe \| + 4" \| \| \| 3. \| João Almeida \| UAE Team Emirates XRG \| + 4" \| \| \| 4. \| Ilan Van Wilder \| Soudal Quick-Step \| + 15" \| \| \| 5. \| Mattias Skjelmose \| Lidl-Trek \| + 16" \| \| \| 6. \| Wilco Kelderman \| Team Visma \\| Lease a Bike \| + 37" \| \| \| 7. \| Romain Grégoire \| Groupama-FDJ \| + 40" \| \| \| 8. \| Steff Cras \| Team TotalEnergies \| + 46" \| \| \| 9. \| Alex Aranburu \| Cofidis \| + 1' 03" \| \| \| 10. \| Enric Mas \| Movistar Team \| + 1' 14" \| \| |                       |                            |            |
| |                       |                            |            |
| |                       |                            |            |
| Totaltävlingen |                       |                            |            |
| Cyklist | Cyklist               | Lag                        | Tid        |
| 1. | Maximilian Schachmann | Soudal Quick-Step          | 8t 17' 47" |
| 2. | Florian Lipowitz      | Red Bull-Bora-Hansgrohe    | + 4"       |
| 3. | João Almeida          | UAE Team Emirates XRG      | + 4"       |
| 4. | Ilan Van Wilder       | Soudal Quick-Step          | + 15"      |
| 5. | Mattias Skjelmose     | Lidl-Trek                  | + 16"      |
| 6. | Wilco Kelderman       | Team Visma \| Lease a Bike | + 37"      |
| 7. | Romain Grégoire       | Groupama-FDJ               | + 40"      |
| 8. | Steff Cras            | Team TotalEnergies         | + 46"      |
| 9. | Alex Aranburu         | Cofidis                    | + 1' 03"   |
| 10. | Enric Mas             | Movistar Team              | + 1' 14"   |

### 4:e etappen
| Beasain - Markina-Xemein | Kuperat | (169,6 km) |

| \| Placeringar i etappen \| Placeringar i etappen \| Placeringar i etappen \| Placeringar i etappen \| Placeringar i etappen \| \| Cyklist \| Cyklist \| Lag \| Tid \| \| \| --------------------- \| ------------------------- \| -------------------------- \| --------------------- \| --------------------- \| \| 1. \| João Almeida \| UAE Team Emirates XRG \| 3t 52' 39" \| \| \| 2. \| Isaac del Toro \| UAE Team Emirates XRG \| + 28" \| \| \| 3. \| Maximilian Schachmann \| Soudal Quick-Step \| + 28" \| \| \| 4. \| Clément Champoussin \| XDS Astana Team \| + 28" \| \| \| 5. \| Alex Aranburu \| Cofidis \| + 28" \| \| \| 6. \| Clément Berthet \| Decathlon-AG2R La Mondiale \| + 28" \| \| \| 7. \| Simone Velasco \| XDS Astana Team \| + 28" \| \| \| 8. \| Oscar Onley \| Team Picnic-PostNL \| + 28" \| \| \| 9. \| Ilan Van Wilder \| Soudal Quick-Step \| + 28" \| \| \| 10. \| Guillaume Martin-Guyonnet \| Groupama-FDJ \| + 28" \| \| |                           |                            |            |
| |                           |                            |            |
| |                           |                            |            |
| Placeringar i etappen |                           |                            |            |
| Cyklist | Cyklist                   | Lag                        | Tid        |
| 1. | João Almeida              | UAE Team Emirates XRG      | 3t 52' 39" |
| 2. | Isaac del Toro            | UAE Team Emirates XRG      | + 28"      |
| 3. | Maximilian Schachmann     | Soudal Quick-Step          | + 28"      |
| 4. | Clément Champoussin       | XDS Astana Team            | + 28"      |
| 5. | Alex Aranburu             | Cofidis                    | + 28"      |
| 6. | Clément Berthet           | Decathlon-AG2R La Mondiale | + 28"      |
| 7. | Simone Velasco            | XDS Astana Team            | + 28"      |
| 8. | Oscar Onley               | Team Picnic-PostNL         | + 28"      |
| 9. | Ilan Van Wilder           | Soudal Quick-Step          | + 28"      |
| 10. | Guillaume Martin-Guyonnet | Groupama-FDJ               | + 28"      |

| \| Totaltävlingen \| Totaltävlingen \| Totaltävlingen \| Totaltävlingen \| Totaltävlingen \| \| Cyklist \| Cyklist \| Lag \| Tid \| \| \| -------------- \| --------------------- \| -------------------------- \| -------------- \| -------------- \| \| 1. \| João Almeida \| UAE Team Emirates XRG \| 12t 10' 20" \| \| \| 2. \| Maximilian Schachmann \| Soudal Quick-Step \| + 30" \| \| \| 3. \| Florian Lipowitz \| Red Bull-Bora-Hansgrohe \| + 38" \| \| \| 4. \| Ilan Van Wilder \| Soudal Quick-Step \| + 49" \| \| \| 5. \| Mattias Skjelmose \| Lidl-Trek \| + 50" \| \| \| 6. \| Wilco Kelderman \| Team Visma \\| Lease a Bike \| + 1' 11" \| \| \| 7. \| Alex Aranburu \| Cofidis \| + 1' 37" \| \| \| 8. \| Enric Mas \| Movistar Team \| + 1' 48" \| \| \| 9. \| Steff Cras \| Team TotalEnergies \| + 2' 15" \| \| \| 10. \| Simone Velasco \| XDS Astana Team \| + 2' 18" \| \| |                       |                            |             |
| |                       |                            |             |
| |                       |                            |             |
| Totaltävlingen |                       |                            |             |
| Cyklist | Cyklist               | Lag                        | Tid         |
| 1. | João Almeida          | UAE Team Emirates XRG      | 12t 10' 20" |
| 2. | Maximilian Schachmann | Soudal Quick-Step          | + 30"       |
| 3. | Florian Lipowitz      | Red Bull-Bora-Hansgrohe    | + 38"       |
| 4. | Ilan Van Wilder       | Soudal Quick-Step          | + 49"       |
| 5. | Mattias Skjelmose     | Lidl-Trek                  | + 50"       |
| 6. | Wilco Kelderman       | Team Visma \| Lease a Bike | + 1' 11"    |
| 7. | Alex Aranburu         | Cofidis                    | + 1' 37"    |
| 8. | Enric Mas             | Movistar Team              | + 1' 48"    |
| 9. | Steff Cras            | Team TotalEnergies         | + 2' 15"    |
| 10. | Simone Velasco        | XDS Astana Team            | + 2' 18"    |

### 5:e etappen
| Urduña / Orduña - Guernica | Kuperat | (172,4 km) |

| \| Placeringar i etappen \| Placeringar i etappen \| Placeringar i etappen \| Placeringar i etappen \| Placeringar i etappen \| \| Cyklist \| Cyklist \| Lag \| Tid \| \| \| --------------------- \| --------------------- \| ----------------------- \| --------------------- \| --------------------- \| \| 1. \| Ben Healy \| EF Education-EasyPost \| 3t 55' 57" \| \| \| 2. \| Axel Laurance \| Ineos Grenadiers \| + 1' 47" \| \| \| 3. \| Simone Velasco \| XDS Astana Team \| + 1' 48" \| \| \| 4. \| Alex Aranburu \| Cofidis \| + 1' 48" \| \| \| 5. \| Romain Grégoire \| Groupama-FDJ \| + 1' 48" \| \| \| 6. \| Maxim Van Gils \| Red Bull-Bora-Hansgrohe \| + 1' 48" \| \| \| 7. \| Pau Miquel \| Equipo Kern Pharma \| + 1' 48" \| \| \| 8. \| Jordan Jegat \| Team TotalEnergies \| + 1' 48" \| \| \| 9. \| Clément Champoussin \| XDS Astana Team \| + 1' 48" \| \| \| 10. \| Thomas Silva \| Caja Rural-Seguros RGA \| + 1' 48" \| \| |                     |                         |            |
| |                     |                         |            |
| |                     |                         |            |
| Placeringar i etappen |                     |                         |            |
| Cyklist | Cyklist             | Lag                     | Tid        |
| 1. | Ben Healy           | EF Education-EasyPost   | 3t 55' 57" |
| 2. | Axel Laurance       | Ineos Grenadiers        | + 1' 47"   |
| 3. | Simone Velasco      | XDS Astana Team         | + 1' 48"   |
| 4. | Alex Aranburu       | Cofidis                 | + 1' 48"   |
| 5. | Romain Grégoire     | Groupama-FDJ            | + 1' 48"   |
| 6. | Maxim Van Gils      | Red Bull-Bora-Hansgrohe | + 1' 48"   |
| 7. | Pau Miquel          | Equipo Kern Pharma      | + 1' 48"   |
| 8. | Jordan Jegat        | Team TotalEnergies      | + 1' 48"   |
| 9. | Clément Champoussin | XDS Astana Team         | + 1' 48"   |
| 10. | Thomas Silva        | Caja Rural-Seguros RGA  | + 1' 48"   |

| \| Totaltävlingen \| Totaltävlingen \| Totaltävlingen \| Totaltävlingen \| Totaltävlingen \| \| Cyklist \| Cyklist \| Lag \| Tid \| \| \| -------------- \| --------------------- \| -------------------------- \| -------------- \| -------------- \| \| 1. \| João Almeida \| UAE Team Emirates XRG \| 16t 08' 05" \| \| \| 2. \| Maximilian Schachmann \| Soudal Quick-Step \| + 30" \| \| \| 3. \| Florian Lipowitz \| Red Bull-Bora-Hansgrohe \| + 38" \| \| \| 4. \| Ilan Van Wilder \| Soudal Quick-Step \| + 49" \| \| \| 5. \| Mattias Skjelmose \| Lidl-Trek \| + 50" \| \| \| 6. \| Wilco Kelderman \| Team Visma \\| Lease a Bike \| + 1' 11" \| \| \| 7. \| Alex Aranburu \| Cofidis \| + 1' 37" \| \| \| 8. \| Enric Mas \| Movistar Team \| + 1' 48" \| \| \| 9. \| Simone Velasco \| XDS Astana Team \| + 2' 14" \| \| \| 10. \| Steff Cras \| Team TotalEnergies \| + 2' 15" \| \| |                       |                            |             |
| |                       |                            |             |
| |                       |                            |             |
| Totaltävlingen |                       |                            |             |
| Cyklist | Cyklist               | Lag                        | Tid         |
| 1. | João Almeida          | UAE Team Emirates XRG      | 16t 08' 05" |
| 2. | Maximilian Schachmann | Soudal Quick-Step          | + 30"       |
| 3. | Florian Lipowitz      | Red Bull-Bora-Hansgrohe    | + 38"       |
| 4. | Ilan Van Wilder       | Soudal Quick-Step          | + 49"       |
| 5. | Mattias Skjelmose     | Lidl-Trek                  | + 50"       |
| 6. | Wilco Kelderman       | Team Visma \| Lease a Bike | + 1' 11"    |
| 7. | Alex Aranburu         | Cofidis                    | + 1' 37"    |
| 8. | Enric Mas             | Movistar Team              | + 1' 48"    |
| 9. | Simone Velasco        | XDS Astana Team            | + 2' 14"    |
| 10. | Steff Cras            | Team TotalEnergies         | + 2' 15"    |

### 6:e etappen
| Eibar - Eibar | Bergsetapp | (153,6 km) |

| \| Placeringar i etappen \| Placeringar i etappen \| Placeringar i etappen \| Placeringar i etappen \| Placeringar i etappen \| \| Cyklist \| Cyklist \| Lag \| Tid \| \| \| --------------------- \| --------------------- \| --------------------- \| --------------------- \| --------------------- \| \| 1. \| João Almeida \| UAE Team Emirates XRG \| 3t 56' 54" \| \| \| 2. \| Enric Mas \| Movistar Team \| + 0" \| \| \| 3. \| Ben Healy \| EF Education-EasyPost \| + 13" \| \| \| 4. \| Isaac del Toro \| UAE Team Emirates XRG \| + 28" \| \| \| 5. \| Alex Aranburu \| Cofidis \| + 58" \| \| \| 6. \| Jordan Jegat \| Team TotalEnergies \| + 58" \| \| \| 7. \| Simone Velasco \| XDS Astana Team \| + 1' 19" \| \| \| 8. \| Oscar Onley \| Team Picnic-PostNL \| + 1' 19" \| \| \| 9. \| Felix Großschartner \| UAE Team Emirates XRG \| + 1' 19" \| \| \| 10. \| Clément Champoussin \| XDS Astana Team \| + 1' 19" \| \| |                     |                       |            |
| |                     |                       |            |
| |                     |                       |            |
| Placeringar i etappen |                     |                       |            |
| Cyklist | Cyklist             | Lag                   | Tid        |
| 1. | João Almeida        | UAE Team Emirates XRG | 3t 56' 54" |
| 2. | Enric Mas           | Movistar Team         | + 0"       |
| 3. | Ben Healy           | EF Education-EasyPost | + 13"      |
| 4. | Isaac del Toro      | UAE Team Emirates XRG | + 28"      |
| 5. | Alex Aranburu       | Cofidis               | + 58"      |
| 6. | Jordan Jegat        | Team TotalEnergies    | + 58"      |
| 7. | Simone Velasco      | XDS Astana Team       | + 1' 19"   |
| 8. | Oscar Onley         | Team Picnic-PostNL    | + 1' 19"   |
| 9. | Felix Großschartner | UAE Team Emirates XRG | + 1' 19"   |
| 10. | Clément Champoussin | XDS Astana Team       | + 1' 19"   |

## Resultat

### Sammanlagt
| \| Totaltävlingen \| Totaltävlingen \| Totaltävlingen \| Totaltävlingen \| Totaltävlingen \| \| Cyklist \| Cyklist \| Lag \| Tid \| \| \| -------------- \| --------------------- \| -------------------------- \| -------------- \| -------------- \| \| 1. \| Juan Ayuso \| UAE Team Emirates \| 15t 56' 50" \| \| \| 2. \| Carlos Rodríguez \| Ineos Grenadiers \| + 42" \| \| \| 3. \| Mattias Skjelmose \| Lidl-Trek \| + 43" \| \| \| 4. \| Marc Soler \| UAE Team Emirates \| + 1' 23" \| \| \| 5. \| Brandon McNulty \| UAE Team Emirates \| + 1' 46" \| \| \| 6. \| Pello Bilbao \| Bahrain Victorious \| + 1' 48" \| \| \| 7. \| Isaac del Toro \| UAE Team Emirates \| + 2' 15" \| \| \| 8. \| Kévin Vauquelin \| Arkéa-B&B Hotels \| + 2' 38" \| \| \| 9. \| Ion Izagirre \| Cofidis \| + 3' 06" \| \| \| 10. \| Alex Baudin \| Decathlon-AG2R La Mondiale \| + 3' 07" \| \| \| 11. \| Santiago Buitrago \| Bahrain Victorious \| + 3' 09" \| \| \| 12. \| Jai Hindley \| Bora-Hansgrohe \| + 3' 19" \| \| \| 13. \| Maximilian Schachmann \| Bora-Hansgrohe \| + 3' 40" \| \| \| 14. \| Victor Langellotti \| Burgos-BH \| + 3' 59" \| \| \| 15. \| Alex Aranburu \| Movistar Team \| + 4' 01" \| \| \| 16. \| Esteban Chaves \| EF Education-EasyPost \| + 4' 01" \| \| \| 17. \| Jordan Jegat \| TotalEnergies \| + 4' 08" \| \| \| 18. \| Ethan Hayter \| Ineos Grenadiers \| + 4' 10" \| \| \| 19. \| Oscar Onley \| Team dsm-firmenich PostNL \| + 4' 48" \| \| \| 20. \| Bruno Armirail \| Decathlon-AG2R La Mondiale \| + 5' 32" \| \| \| 21. \| Rigoberto Urán \| EF Education-EasyPost \| + 5' 57" \| \| \| 22. \| Simon Geschke \| Cofidis \| + 6' 14" \| \| \| 23. \| Quentin Pacher \| Groupama-FDJ \| + 6' 17" \| \| \| 24. \| Víctor de la Parte \| Euskaltel-Euskadi \| + 6' 18" \| \| \| 25. \| William Junior Lecerf \| Soudal Quick-Step \| + 6' 31" \| \| |                       |                            |             |
| |                       |                            |             |
| Källa: ProCyclingStats |                       |                            |             |
| Totaltävlingen |                       |                            |             |
| Cyklist | Cyklist               | Lag                        | Tid         |
| 1. | Juan Ayuso            | UAE Team Emirates          | 15t 56' 50" |
| 2. | Carlos Rodríguez      | Ineos Grenadiers           | + 42"       |
| 3. | Mattias Skjelmose     | Lidl-Trek                  | + 43"       |
| 4. | Marc Soler            | UAE Team Emirates          | + 1' 23"    |
| 5. | Brandon McNulty       | UAE Team Emirates          | + 1' 46"    |
| 6. | Pello Bilbao          | Bahrain Victorious         | + 1' 48"    |
| 7. | Isaac del Toro        | UAE Team Emirates          | + 2' 15"    |
| 8. | Kévin Vauquelin       | Arkéa-B&B Hotels           | + 2' 38"    |
| 9. | Ion Izagirre          | Cofidis                    | + 3' 06"    |
| 10. | Alex Baudin           | Decathlon-AG2R La Mondiale | + 3' 07"    |
| 11. | Santiago Buitrago     | Bahrain Victorious         | + 3' 09"    |
| 12. | Jai Hindley           | Bora-Hansgrohe             | + 3' 19"    |
| 13. | Maximilian Schachmann | Bora-Hansgrohe             | + 3' 40"    |
| 14. | Victor Langellotti    | Burgos-BH                  | + 3' 59"    |
| 15. | Alex Aranburu         | Movistar Team              | + 4' 01"    |
| 16. | Esteban Chaves        | EF Education-EasyPost      | + 4' 01"    |
| 17. | Jordan Jegat          | TotalEnergies              | + 4' 08"    |
| 18. | Ethan Hayter          | Ineos Grenadiers           | + 4' 10"    |
| 19. | Oscar Onley           | Team dsm-firmenich PostNL  | + 4' 48"    |
| 20. | Bruno Armirail        | Decathlon-AG2R La Mondiale | + 5' 32"    |
| 21. | Rigoberto Urán        | EF Education-EasyPost      | + 5' 57"    |
| 22. | Simon Geschke         | Cofidis                    | + 6' 14"    |
| 23. | Quentin Pacher        | Groupama-FDJ               | + 6' 17"    |
| 24. | Víctor de la Parte    | Euskaltel-Euskadi          | + 6' 18"    |
| 25. | William Junior Lecerf | Soudal Quick-Step          | + 6' 31"    |

### Övriga tävlingar
| Poängtävlingen | Poängtävlingen        | Poängtävlingen          | Poängtävlingen | Poängtävlingen |
| Cyklist        | Cyklist               | Lag                     | Poäng          |                |
| -------------- | --------------------- | ----------------------- | -------------- | -------------- |
| 1.             | João Almeida          | UAE Team Emirates XRG   | 84 poäng       |                |
| 2.             | Alex Aranburu         | Cofidis                 | 67 poäng       |                |
| 3.             | Ben Healy             | EF Education-EasyPost   | 66 poäng       |                |
| 4.             | Maximilian Schachmann | Soudal Quick-Step       | 61 poäng       |                |
| 5.             | Isaac del Toro        | UAE Team Emirates XRG   | 45 poäng       |                |
| 6.             | Simone Velasco        | XDS Astana Team         | 39 poäng       |                |
| 7.             | Enric Mas             | Movistar Team           | 35 poäng       |                |
| 8.             | Florian Lipowitz      | Red Bull-Bora-Hansgrohe | 32 poäng       |                |
| 9.             | Romain Grégoire       | Groupama-FDJ            | 32 poäng       |                |
| 10.            | Jordan Jegat          | Team TotalEnergies      | 31 poäng       |                |

| Poängtävlingen | Poängtävlingen        | Poängtävlingen          | Poängtävlingen | Poängtävlingen |
| Cyklist        | Cyklist               | Lag                     | Poäng          |                |
| -------------- | --------------------- | ----------------------- | -------------- | -------------- |
| 1.             | João Almeida          | UAE Team Emirates XRG   | 84 poäng       |                |
| 2.             | Alex Aranburu         | Cofidis                 | 67 poäng       |                |
| 3.             | Ben Healy             | EF Education-EasyPost   | 66 poäng       |                |
| 4.             | Maximilian Schachmann | Soudal Quick-Step       | 61 poäng       |                |
| 5.             | Isaac del Toro        | UAE Team Emirates XRG   | 45 poäng       |                |
| 6.             | Simone Velasco        | XDS Astana Team         | 39 poäng       |                |
| 7.             | Enric Mas             | Movistar Team           | 35 poäng       |                |
| 8.             | Florian Lipowitz      | Red Bull-Bora-Hansgrohe | 32 poäng       |                |
| 9.             | Romain Grégoire       | Groupama-FDJ            | 32 poäng       |                |
| 10.            | Jordan Jegat          | Team TotalEnergies      | 31 poäng       |                |

| Bergstävlingen | Bergstävlingen          | Bergstävlingen             | Bergstävlingen | Bergstävlingen |
| Cyklist        | Cyklist                 | Lag                        | Poäng          |                |
| -------------- | ----------------------- | -------------------------- | -------------- | -------------- |
| 1.             | Bruno Armirail          | Decathlon-AG2R La Mondiale | 57 poäng       |                |
| 2.             | Ben Healy               | EF Education-EasyPost      | 25 poäng       |                |
| 3.             | Marc Soler              | UAE Team Emirates XRG      | 23 poäng       |                |
| 4.             | Enric Mas               | Movistar Team              | 20 poäng       |                |
| 5.             | João Almeida            | UAE Team Emirates XRG      | 18 poäng       |                |
| 6.             | Sergio Samitier         | Cofidis                    | 11 poäng       |                |
| 7.             | Jordan Jegat            | Team TotalEnergies         | 10 poäng       |                |
| 8.             | Daniel Martínez         | Red Bull-Bora-Hansgrohe    | 9 poäng        |                |
| 9.             | Juan Guillermo Martínez | Team Picnic-PostNL         | 8 poäng        |                |
| 10.            | Brandon McNulty         | UAE Team Emirates XRG      | 6 poäng        |                |

| Bergstävlingen | Bergstävlingen          | Bergstävlingen             | Bergstävlingen | Bergstävlingen |
| Cyklist        | Cyklist                 | Lag                        | Poäng          |                |
| -------------- | ----------------------- | -------------------------- | -------------- | -------------- |
| 1.             | Bruno Armirail          | Decathlon-AG2R La Mondiale | 57 poäng       |                |
| 2.             | Ben Healy               | EF Education-EasyPost      | 25 poäng       |                |
| 3.             | Marc Soler              | UAE Team Emirates XRG      | 23 poäng       |                |
| 4.             | Enric Mas               | Movistar Team              | 20 poäng       |                |
| 5.             | João Almeida            | UAE Team Emirates XRG      | 18 poäng       |                |
| 6.             | Sergio Samitier         | Cofidis                    | 11 poäng       |                |
| 7.             | Jordan Jegat            | Team TotalEnergies         | 10 poäng       |                |
| 8.             | Daniel Martínez         | Red Bull-Bora-Hansgrohe    | 9 poäng        |                |
| 9.             | Juan Guillermo Martínez | Team Picnic-PostNL         | 8 poäng        |                |
| 10.            | Brandon McNulty         | UAE Team Emirates XRG      | 6 poäng        |                |

| Ungdomstävlingen | Ungdomstävlingen        | Ungdomstävlingen           | Ungdomstävlingen | Ungdomstävlingen |
| Cyklist          | Cyklist                 | Lag                        | Tid              |                  |
| ---------------- | ----------------------- | -------------------------- | ---------------- | ---------------- |
| 1.               | Isaac del Toro          | UAE Team Emirates XRG      | 20t 09' 44"      |                  |
| 2.               | Brieuc Rolland          | Groupama-FDJ               | + 3' 48"         |                  |
| 3.               | Romain Grégoire         | Groupama-FDJ               | + 4' 37"         |                  |
| 4.               | Léo Bisiaux             | Decathlon-AG2R La Mondiale | + 4' 38"         |                  |
| 5.               | Hugo de la Calle        | Burgos-Burpellet-BH        | + 19' 25"        |                  |
| 6.               | Max van der Meulen      | Bahrain Victorious         | + 27' 22"        |                  |
| 7.               | Alexander Hajek         | Red Bull-Bora-Hansgrohe    | + 35' 58"        |                  |
| 8.               | Juan Guillermo Martínez | Team Picnic-PostNL         | + 36' 00"        |                  |
| 9.               | Thibaud Gruel           | Groupama-FDJ               | + 37' 01"        |                  |
| 10.              | Matthew Dinham          | Team Picnic-PostNL         | + 44' 48"        |                  |

| Ungdomstävlingen | Ungdomstävlingen        | Ungdomstävlingen           | Ungdomstävlingen | Ungdomstävlingen |
| Cyklist          | Cyklist                 | Lag                        | Tid              |                  |
| ---------------- | ----------------------- | -------------------------- | ---------------- | ---------------- |
| 1.               | Isaac del Toro          | UAE Team Emirates XRG      | 20t 09' 44"      |                  |
| 2.               | Brieuc Rolland          | Groupama-FDJ               | + 3' 48"         |                  |
| 3.               | Romain Grégoire         | Groupama-FDJ               | + 4' 37"         |                  |
| 4.               | Léo Bisiaux             | Decathlon-AG2R La Mondiale | + 4' 38"         |                  |
| 5.               | Hugo de la Calle        | Burgos-Burpellet-BH        | + 19' 25"        |                  |
| 6.               | Max van der Meulen      | Bahrain Victorious         | + 27' 22"        |                  |
| 7.               | Alexander Hajek         | Red Bull-Bora-Hansgrohe    | + 35' 58"        |                  |
| 8.               | Juan Guillermo Martínez | Team Picnic-PostNL         | + 36' 00"        |                  |
| 9.               | Thibaud Gruel           | Groupama-FDJ               | + 37' 01"        |                  |
| 10.              | Matthew Dinham          | Team Picnic-PostNL         | + 44' 48"        |                  |

| Lagtävlingen | Lagtävlingen                    | Lagtävlingen | Lagtävlingen |
| Lag          | Lag                             | Tid          |              |
| ------------ | ------------------------------- | ------------ | ------------ |
| 1.           | Soudal Quick-Step               | 60t 27' 39"  |              |
| 2.           | XDS Astana Team                 | + 3' 04"     |              |
| 3.           | Groupama-FDJ                    | + 7' 46"     |              |
| 4.           | UAE Team Emirates XRG           | + 8' 26"     |              |
| 5.           | Lidl-Trek                       | + 19' 31"    |              |
| 6.           | Team TotalEnergies              | + 26' 05"    |              |
| 7.           | Red Bull-BORA-hansgrohe         | + 27' 06"    |              |
| 8.           | Decathlon AG2R La Mondiale Team | + 27' 20"    |              |
| 9.           | Burgos-Burpellet-BH             | + 30' 45"    |              |
| 10.          | Equipo Kern Pharma              | + 33' 29"    |              |

| Lagtävlingen | Lagtävlingen                    | Lagtävlingen | Lagtävlingen |
| Lag          | Lag                             | Tid          |              |
| ------------ | ------------------------------- | ------------ | ------------ |
| 1.           | Soudal Quick-Step               | 60t 27' 39"  |              |
| 2.           | XDS Astana Team                 | + 3' 04"     |              |
| 3.           | Groupama-FDJ                    | + 7' 46"     |              |
| 4.           | UAE Team Emirates XRG           | + 8' 26"     |              |
| 5.           | Lidl-Trek                       | + 19' 31"    |              |
| 6.           | Team TotalEnergies              | + 26' 05"    |              |
| 7.           | Red Bull-BORA-hansgrohe         | + 27' 06"    |              |
| 8.           | Decathlon AG2R La Mondiale Team | + 27' 20"    |              |
| 9.           | Burgos-Burpellet-BH             | + 30' 45"    |              |
| 10.          | Equipo Kern Pharma              | + 33' 29"    |              |

## Startlista
| UAE Team Emirates XRG UAD                      | UAE Team Emirates XRG UAD             | UAE Team Emirates XRG UAD |
| ---------------------------------------------- | ------------------------------------- | ------------------------- |
| #                                              | Cyklist                               | Placering                 |
| 1                                              | João Almeida (POR)                    | 1.                        |
| 2                                              | Igor Arrieta (ESP)                    | DNF-6                     |
| 3                                              | Vegard Stake Laengen (NOR)            | DNF-6                     |
| 4                                              | Isaac del Toro (MEX)                  | 15.                       |
| 5                                              | Felix Großschartner (AUT) (tempolopp) | 51.                       |
| 6                                              | Brandon McNulty (USA) (tempolopp)     | 52.                       |
| 7                                              | Marc Soler (ESP)                      | 50.                       |
| Sportchef : Andrej Hauptman, Simone Pedrazzini |                                       |                           |

| Ineos Grenadiers IGD                       | Ineos Grenadiers IGD     | Ineos Grenadiers IGD |
| ------------------------------------------ | ------------------------ | -------------------- |
| #                                          | Cyklist                  | Placering            |
| 11                                         | Omar Fraile (ESP)        | 76.                  |
| 12                                         | Kim Heiduk (GER)         | DNS-5                |
| 13                                         | Victor Langellotti (MON) | DNF-6                |
| 14                                         | Axel Laurance (FRA)      | 20.                  |
| 15                                         | Michael Leonard (CAN)    | 90.                  |
| 16                                         | Salvatore Puccio (ITA)   | DNF-6                |
| 17                                         | Caleb Ewan (AUS)         | DNS-3                |
| Sportchef : Christian Knees, Xabier Zandio |                          |                      |

| Lidl-Trek LTK                            | Lidl-Trek LTK           | Lidl-Trek LTK |
| ---------------------------------------- | ----------------------- | ------------- |
| #                                        | Cyklist                 | Placering     |
| 21                                       | Andrea Bagioli (ITA)    | 36.           |
| 22                                       | Otto Vergaerde (BEL)    | DNF-6         |
| 23                                       | Patrick Konrad (AUT)    | 42.           |
| 24                                       | Bauke Mollema (NED)     | DNF-6         |
| 25                                       | Thibau Nys (BEL)        | 37.           |
| 26                                       | Quinn Simmons (USA)     | DNF-6         |
| 27                                       | Mattias Skjelmose (DEN) | 5.            |
| Sportchef : Kim Andersen, Maxime Monfort |                         |               |

| Bahrain Victorious TBV                      | Bahrain Victorious TBV   | Bahrain Victorious TBV |
| ------------------------------------------- | ------------------------ | ---------------------- |
| #                                           | Cyklist                  | Placering              |
| 31                                          | Pello Bilbao (ESP)       | 83.                    |
| 32                                          | Santiago Buitrago (COL)  | 13.                    |
| 33                                          | Jack Haig (AUS)          | 34.                    |
| 34                                          | Robert Stannard (AUS)    | DNF-6                  |
| 35                                          | Mathijs Paasschens (NED) | 105.                   |
| 36                                          | Finlay Pickering (GBR)   | DNF-6                  |
| 37                                          | Max van der Meulen (NED) | 53.                    |
| Sportchef : Neil Stephens, Xavier Florencio |                          |                        |

| Arkéa-B&B Hotels ARK                      | Arkéa-B&B Hotels ARK     | Arkéa-B&B Hotels ARK |
| ----------------------------------------- | ------------------------ | -------------------- |
| #                                         | Cyklist                  | Placering            |
| 41                                        | Alessandro Verre (ITA)   | 77.                  |
| 42                                        | Anthony Delaplace (FRA)  | 67.                  |
| 43                                        | Élie Gesbert (FRA)       | DNF-6                |
| 44                                        | Mathis Le Berre (FRA)    | 43.                  |
| 45                                        | Thibault Guernalec (FRA) | DNF-6                |
| 46                                        | Martin Tjøtta (NOR)      | DNF-6                |
| 47                                        | Simon Guglielmi (FRA)    | 79.                  |
| Sportchef : Yvon Ledanois, Laurent Pichon |                          |                      |

| Cofidis COF                                       | Cofidis COF                    | Cofidis COF |
| ------------------------------------------------- | ------------------------------ | ----------- |
| #                                                 | Cyklist                        | Placering   |
| 51                                                | Alex Aranburu (ESP) (landsväg) | 7.          |
| 52                                                | Ion Izagirre (ESP)             | 66.         |
| 53                                                | Jonathan Lastra (ESP)          | 91.         |
| 54                                                | Jan Maas (NED)                 | 108.        |
| 55                                                | Stefano Oldani (ITA)           | DNF-6       |
| 56                                                | Anthony Perez (FRA)            | 98.         |
| 57                                                | Sergio Samitier (ESP)          | 93.         |
| Sportchef : Bingen Fernández, Gorka Gerrikagoitia |                                |             |

| Decathlon-AG2R La Mondiale DAT              | Decathlon-AG2R La Mondiale DAT   | Decathlon-AG2R La Mondiale DAT |
| ------------------------------------------- | -------------------------------- | ------------------------------ |
| #                                           | Cyklist                          | Placering                      |
| 61                                          | Bruno Armirail (FRA) (tempolopp) | 60.                            |
| 62                                          | Clément Berthet (FRA)            | 11.                            |
| 63                                          | Léo Bisiaux (FRA)                | 25.                            |
| 64                                          | Victor Lafay (FRA)               | DNF-3                          |
| 65                                          | Jordan Labrosse (FRA)            | DNF-3                          |
| 66                                          | Callum Scotson (AUS)             | 58.                            |
| 67                                          | Bastien Tronchon (FRA)           | 45.                            |
| Sportchef : José Luis Arrieta, Cyril Dessel |                                  |                                |

| Red Bull-Bora-Hansgrohe RBH              | Red Bull-Bora-Hansgrohe RBH         | Red Bull-Bora-Hansgrohe RBH |
| ---------------------------------------- | ----------------------------------- | --------------------------- |
| #                                        | Cyklist                             | Placering                   |
| 71                                       | Florian Lipowitz (GER)              | 4.                          |
| 72                                       | Daniel Martínez (COL)               | 88.                         |
| 73                                       | Roger Adrià (ESP)                   | 103.                        |
| 74                                       | Alexander Hajek (AUT) (landsväg)    | 70.                         |
| 75                                       | Finn Fisher-Black (NZL) (tempolopp) | 40.                         |
| 76                                       | Aleksandr Vlasov (RUS)              | 47.                         |
| 77                                       | Maxim Van Gils (BEL)                | 55.                         |
| Sportchef : Patxi Vila, Enrico Poitschke |                                     |                             |

| Movistar Team MOV                              | Movistar Team MOV       | Movistar Team MOV |
| ---------------------------------------------- | ----------------------- | ----------------- |
| #                                              | Cyklist                 | Placering         |
| 81                                             | Enric Mas (ESP)         | 2.                |
| 82                                             | Jon Barrenetxea (ESP)   | 94.               |
| 83                                             | Pablo Castrillo (ESP)   | DNF-6             |
| 84                                             | Jorge Arcas (ESP)       | 95.               |
| 85                                             | Gregor Mühlberger (AUT) | DNF-6             |
| 86                                             | Nelson Oliveira (POR)   | 33.               |
| 87                                             | Michel Hessmann (GER)   | 99.               |
| Sportchef : Chente García Acosta, Iván Velasco |                         |                   |

| EF Education-EasyPost EFE                   | EF Education-EasyPost EFE | EF Education-EasyPost EFE |
| ------------------------------------------- | ------------------------- | ------------------------- |
| #                                           | Cyklist                   | Placering                 |
| 91                                          | Ben Healy (IRL)           | 30.                       |
| 92                                          | Archie Ryan (IRL)         | 68.                       |
| 93                                          | Samuele Battistella (ITA) | DNF-6                     |
| 94                                          | Alex Baudin (FRA)         | DNF-6                     |
| 95                                          | Jardi van der Lee (NED)   | 112.                      |
| 96                                          | Markel Beloki (ESP)       | DNF-4                     |
| 97                                          | Hugh Carthy (GBR)         | DNF-6                     |
| Sportchef : Juan Manuel Gárate, Tom Southam |                           |                           |

| Team TotalEnergies TEN | Team TotalEnergies TEN   | Team TotalEnergies TEN |
| ---------------------- | ------------------------ | ---------------------- |
| #                      | Cyklist                  | Placering              |
| 101                    | Mathieu Burgaudeau (FRA) | DNS-4                  |
| 102                    | Steff Cras (BEL)         | 18.                    |
| 103                    | Joris Delbove (FRA)      | 84.                    |
| 104                    | Fabien Doubey (FRA)      | 44.                    |
| 105                    | Fabien Grellier (FRA)    | 110.                   |
| 106                    | Jordan Jegat (FRA)       | 14.                    |
| 107                    | Mattéo Vercher (FRA)     | 87.                    |

| Team Picnic-PostNL TPP | Team Picnic-PostNL TPP        | Team Picnic-PostNL TPP |
| ---------------------- | ----------------------------- | ---------------------- |
| #                      | Cyklist                       | Placering              |
| 111                    | Warren Barguil (FRA)          | 28.                    |
| 112                    | Romain Combaud (FRA)          | 97.                    |
| 113                    | Bjoern Koerdt (GBR)           | 89.                    |
| 114                    | Gijs Leemreize (NED)          | 54.                    |
| 115                    | Juan Guillermo Martínez (COL) | 71.                    |
| 116                    | Oscar Onley (GBR)             | 9.                     |
| 117                    | Robbe Dhondt (BEL)            | DNS-4                  |

| Groupama-FDJ GFC | Groupama-FDJ GFC                | Groupama-FDJ GFC |
| ---------------- | ------------------------------- | ---------------- |
| #                | Cyklist                         | Placering        |
| 121              | Clément Braz Afonso (FRA)       | 39.              |
| 122              | Romain Grégoire (FRA)           | 24.              |
| 123              | Thibaud Gruel (FRA)             | 73.              |
| 124              | Guillaume Martin-Guyonnet (FRA) | 12.              |
| 125              | Rudy Molard (FRA)               | 86.              |
| 126              | Brieuc Rolland (FRA)            | 22.              |
| 127              | Clément Davy (FRA)              | DNF-6            |

| Euskaltel-Euskadi EUS | Euskaltel-Euskadi EUS | Euskaltel-Euskadi EUS |
| --------------------- | --------------------- | --------------------- |
| #                     | Cyklist               | Placering             |
| 131                   | Jon Aberasturi (ESP)  | DNF-6                 |
| 132                   | Mikel Bizkarra (ESP)  | 48.                   |
| 133                   | Gotzon Martín (ESP)   | 38.                   |
| 134                   | Xabier Isasa (ESP)    | 111.                  |
| 135                   | Txomin Juaristi (ESP) | 74.                   |
| 136                   | Iker Mintegi (ESP)    | 104.                  |
| 137                   | Ander Ganzabal (ESP)  | 102.                  |

| Soudal Quick-Step SOQ | Soudal Quick-Step SOQ         | Soudal Quick-Step SOQ |
| --------------------- | ----------------------------- | --------------------- |
| #                     | Cyklist                       | Placering             |
| 141                   | Gianmarco Garofoli (ITA)      | 31.                   |
| 142                   | Ethan Hayter (GBR) (landsväg) | 100.                  |
| 143                   | James Knox (GBR)              | 69.                   |
| 144                   | Maximilian Schachmann (GER)   | 3.                    |
| 145                   | Ilan Van Wilder (BEL)         | 6.                    |
| 146                   | Mauri Vansevenant (BEL)       | DNF-6                 |
| 147                   | Louis Vervaeke (BEL)          | DNF-6                 |

| Alpecin-Deceuninck ADC | Alpecin-Deceuninck ADC      | Alpecin-Deceuninck ADC |
| ---------------------- | --------------------------- | ---------------------- |
| #                      | Cyklist                     | Placering              |
| 151                    | Fabio Van den Bossche (BEL) | 92.                    |
| 152                    | Ramses Debruyne (BEL)       | 80.                    |
| 153                    | Juri Hollmann (GER)         | 81.                    |
| 154                    | Jimmy Janssens (BEL)        | 78.                    |
| 155                    | Luca Vergallito (ITA)       | 16.                    |
| 156                    | Tobias Bayer (AUT)          | DNF-6                  |
| 157                    | Emiel Verstrynge (BEL)      | 56.                    |

| Equipo Kern Pharma EKP | Equipo Kern Pharma EKP  | Equipo Kern Pharma EKP |
| ---------------------- | ----------------------- | ---------------------- |
| #                      | Cyklist                 | Placering              |
| 161                    | Ibon Ruiz (ESP)         | 101.                   |
| 162                    | Pau Miquel (ESP)        | 63.                    |
| 163                    | Iván Cobo (ESP)         | 19.                    |
| 164                    | Haimar Etxeberria (ESP) | 96.                    |
| 165                    | Iñigo Elosegui (ESP)    | 109.                   |
| 166                    | Unai Iribar (ESP)       | 23.                    |
| 167                    | Diego Uriarte (ESP)     | 107.                   |

| Team Jayco AlUla JAY | Team Jayco AlUla JAY            | Team Jayco AlUla JAY |
| -------------------- | ------------------------------- | -------------------- |
| #                    | Cyklist                         | Placering            |
| 171                  | Davide De Pretto (ITA)          | DNF-6                |
| 172                  | Edward Dunbar (IRL) (tempolopp) | DNF-6                |
| 173                  | Anders Foldager (DEN)           | DNS-4                |
| 174                  | Alan Hatherly (RSA) (tempolopp) | DNF-6                |
| 175                  | Asbjørn Hellemose (DEN)         | 72.                  |
| 176                  | Christopher Juul-Jensen (DEN)   | 82.                  |
| 177                  | Mauro Schmid (SUI) (landsväg)   | DNF-5                |

| Burgos-Burpellet-BH BBH | Burgos-Burpellet-BH BBH                 | Burgos-Burpellet-BH BBH |
| ----------------------- | --------------------------------------- | ----------------------- |
| #                       | Cyklist                                 | Placering               |
| 181                     | Ander Okamika (ESP)                     | 46.                     |
| 182                     | Jambaljamts Sainbayar (MGL) (tempolopp) | DNF-6                   |
| 183                     | José Luis Faura (ESP)                   | 65.                     |
| 184                     | Hugo de la Calle (ESP)                  | 41.                     |
| 185                     | José Manuel Díaz Gallego (ESP)          | 26.                     |
| 186                     | Antonio Fagúndez (URU) (tempolopp)      | 64.                     |
| 187                     | Sinuhé Fernández (ESP)                  | 59.                     |

| Intermarché-Wanty IWA | Intermarché-Wanty IWA        | Intermarché-Wanty IWA |
| --------------------- | ---------------------------- | --------------------- |
| #                     | Cyklist                      | Placering             |
| 191                   | Louis Barré (FRA)            | DNS-6                 |
| 192                   | Kamiel Bonneu (BEL)          | 85.                   |
| 193                   | Alexander Kamp Egested (DEN) | DNS-6                 |
| 194                   | Gerben Kuypers (BEL)         | 49.                   |
| 195                   | Tom Paquot (BEL)             | DNS-6                 |
| 196                   | Lorenzo Rota (ITA)           | DNF-6                 |
| 197                   | Luca Van Boven (BEL)         | DNS-6                 |

| Team Visma \| Lease a Bike TVL | Team Visma \| Lease a Bike TVL | Team Visma \| Lease a Bike TVL |
| ------------------------------ | ------------------------------ | ------------------------------ |
| #                              | Cyklist                        | Placering                      |
| 201                            | Axel Zingle (FRA)              | DNF-5                          |
| 202                            | Sepp Kuss (USA)                | DNF-6                          |
| 203                            | Wilco Kelderman (NED)          | 17.                            |
| 204                            | Thomas Gloag (GBR)             | DNF-6                          |
| 205                            | Ben Tulett (GBR)               | DNS-5                          |
| 206                            | Attila Valter (HUN) (landsväg) | 27.                            |
| 207                            | Victor Campenaerts (BEL)       | DNS-3                          |

| Caja Rural-Seguros RGA CJR | Caja Rural-Seguros RGA CJR | Caja Rural-Seguros RGA CJR |
| -------------------------- | -------------------------- | -------------------------- |
| #                          | Cyklist                    | Placering                  |
| 211                        | Fernando Barceló (ESP)     | DNF-6                      |
| 212                        | Joan Bou (ESP)             | 57.                        |
| 213                        | Iúri Leitão (POR)          | DNF-3                      |
| 214                        | Joel Nicolau (ESP)         | 35.                        |
| 215                        | Thomas Silva (URU)         | 32.                        |
| 216                        | Tyler Stites (USA)         | DNF-4                      |
| 217                        | Julen Arriola-Bengoa (ESP) | 61.                        |

| XDS Astana Team XAT | XDS Astana Team XAT       | XDS Astana Team XAT |
| ------------------- | ------------------------- | ------------------- |
| #                   | Cyklist                   | Placering           |
| 221                 | Clément Champoussin (FRA) | 10.                 |
| 222                 | Anthon Charmig (DEN)      | DNF-5               |
| 223                 | Florian Kajamini (ITA)    | DNS-2               |
| 224                 | Anton Kuzmin (KAZ)        | DNF-6               |
| 225                 | Ide Schelling (NED)       | DNF-6               |
| 226                 | Harold Tejada (COL)       | 21.                 |
| 227                 | Simone Velasco (ITA)      | 8.                  |

| Tudor Pro Cycling Team TUD | Tudor Pro Cycling Team TUD      | Tudor Pro Cycling Team TUD |
| -------------------------- | ------------------------------- | -------------------------- |
| #                          | Cyklist                         | Placering                  |
| 231                        | Marc Hirschi (SUI)              | 62.                        |
| 232                        | Jacob Eriksson (SWE) (landsväg) | 106.                       |
| 233                        | Julian Alaphilippe (FRA)        | DNF-6                      |
| 234                        | Yannis Voisard (SUI)            | 29.                        |
| 235                        | Fabian Weiss (SUI)              | DNS-6                      |
| 236                        | Hannes Wilksch (GER)            | 75.                        |
| 237                        | Luc Wirtgen (LUX)               | DNF-6                      |

| UAE Team Emirates XRG UAD                      | UAE Team Emirates XRG UAD             | UAE Team Emirates XRG UAD |
| ---------------------------------------------- | ------------------------------------- | ------------------------- |
| #                                              | Cyklist                               | Placering                 |
| 1                                              | João Almeida (POR)                    | 1.                        |
| 2                                              | Igor Arrieta (ESP)                    | DNF-6                     |
| 3                                              | Vegard Stake Laengen (NOR)            | DNF-6                     |
| 4                                              | Isaac del Toro (MEX)                  | 15.                       |
| 5                                              | Felix Großschartner (AUT) (tempolopp) | 51.                       |
| 6                                              | Brandon McNulty (USA) (tempolopp)     | 52.                       |
| 7                                              | Marc Soler (ESP)                      | 50.                       |
| Sportchef : Andrej Hauptman, Simone Pedrazzini |                                       |                           |

| Ineos Grenadiers IGD                       | Ineos Grenadiers IGD     | Ineos Grenadiers IGD |
| ------------------------------------------ | ------------------------ | -------------------- |
| #                                          | Cyklist                  | Placering            |
| 11                                         | Omar Fraile (ESP)        | 76.                  |
| 12                                         | Kim Heiduk (GER)         | DNS-5                |
| 13                                         | Victor Langellotti (MON) | DNF-6                |
| 14                                         | Axel Laurance (FRA)      | 20.                  |
| 15                                         | Michael Leonard (CAN)    | 90.                  |
| 16                                         | Salvatore Puccio (ITA)   | DNF-6                |
| 17                                         | Caleb Ewan (AUS)         | DNS-3                |
| Sportchef : Christian Knees, Xabier Zandio |                          |                      |

| Lidl-Trek LTK                            | Lidl-Trek LTK           | Lidl-Trek LTK |
| ---------------------------------------- | ----------------------- | ------------- |
| #                                        | Cyklist                 | Placering     |
| 21                                       | Andrea Bagioli (ITA)    | 36.           |
| 22                                       | Otto Vergaerde (BEL)    | DNF-6         |
| 23                                       | Patrick Konrad (AUT)    | 42.           |
| 24                                       | Bauke Mollema (NED)     | DNF-6         |
| 25                                       | Thibau Nys (BEL)        | 37.           |
| 26                                       | Quinn Simmons (USA)     | DNF-6         |
| 27                                       | Mattias Skjelmose (DEN) | 5.            |
| Sportchef : Kim Andersen, Maxime Monfort |                         |               |

| Bahrain Victorious TBV                      | Bahrain Victorious TBV   | Bahrain Victorious TBV |
| ------------------------------------------- | ------------------------ | ---------------------- |
| #                                           | Cyklist                  | Placering              |
| 31                                          | Pello Bilbao (ESP)       | 83.                    |
| 32                                          | Santiago Buitrago (COL)  | 13.                    |
| 33                                          | Jack Haig (AUS)          | 34.                    |
| 34                                          | Robert Stannard (AUS)    | DNF-6                  |
| 35                                          | Mathijs Paasschens (NED) | 105.                   |
| 36                                          | Finlay Pickering (GBR)   | DNF-6                  |
| 37                                          | Max van der Meulen (NED) | 53.                    |
| Sportchef : Neil Stephens, Xavier Florencio |                          |                        |

| Arkéa-B&B Hotels ARK                      | Arkéa-B&B Hotels ARK     | Arkéa-B&B Hotels ARK |
| ----------------------------------------- | ------------------------ | -------------------- |
| #                                         | Cyklist                  | Placering            |
| 41                                        | Alessandro Verre (ITA)   | 77.                  |
| 42                                        | Anthony Delaplace (FRA)  | 67.                  |
| 43                                        | Élie Gesbert (FRA)       | DNF-6                |
| 44                                        | Mathis Le Berre (FRA)    | 43.                  |
| 45                                        | Thibault Guernalec (FRA) | DNF-6                |
| 46                                        | Martin Tjøtta (NOR)      | DNF-6                |
| 47                                        | Simon Guglielmi (FRA)    | 79.                  |
| Sportchef : Yvon Ledanois, Laurent Pichon |                          |                      |

| Cofidis COF                                       | Cofidis COF                    | Cofidis COF |
| ------------------------------------------------- | ------------------------------ | ----------- |
| #                                                 | Cyklist                        | Placering   |
| 51                                                | Alex Aranburu (ESP) (landsväg) | 7.          |
| 52                                                | Ion Izagirre (ESP)             | 66.         |
| 53                                                | Jonathan Lastra (ESP)          | 91.         |
| 54                                                | Jan Maas (NED)                 | 108.        |
| 55                                                | Stefano Oldani (ITA)           | DNF-6       |
| 56                                                | Anthony Perez (FRA)            | 98.         |
| 57                                                | Sergio Samitier (ESP)          | 93.         |
| Sportchef : Bingen Fernández, Gorka Gerrikagoitia |                                |             |

| Decathlon-AG2R La Mondiale DAT              | Decathlon-AG2R La Mondiale DAT   | Decathlon-AG2R La Mondiale DAT |
| ------------------------------------------- | -------------------------------- | ------------------------------ |
| #                                           | Cyklist                          | Placering                      |
| 61                                          | Bruno Armirail (FRA) (tempolopp) | 60.                            |
| 62                                          | Clément Berthet (FRA)            | 11.                            |
| 63                                          | Léo Bisiaux (FRA)                | 25.                            |
| 64                                          | Victor Lafay (FRA)               | DNF-3                          |
| 65                                          | Jordan Labrosse (FRA)            | DNF-3                          |
| 66                                          | Callum Scotson (AUS)             | 58.                            |
| 67                                          | Bastien Tronchon (FRA)           | 45.                            |
| Sportchef : José Luis Arrieta, Cyril Dessel |                                  |                                |

| Red Bull-Bora-Hansgrohe RBH              | Red Bull-Bora-Hansgrohe RBH         | Red Bull-Bora-Hansgrohe RBH |
| ---------------------------------------- | ----------------------------------- | --------------------------- |
| #                                        | Cyklist                             | Placering                   |
| 71                                       | Florian Lipowitz (GER)              | 4.                          |
| 72                                       | Daniel Martínez (COL)               | 88.                         |
| 73                                       | Roger Adrià (ESP)                   | 103.                        |
| 74                                       | Alexander Hajek (AUT) (landsväg)    | 70.                         |
| 75                                       | Finn Fisher-Black (NZL) (tempolopp) | 40.                         |
| 76                                       | Aleksandr Vlasov (RUS)              | 47.                         |
| 77                                       | Maxim Van Gils (BEL)                | 55.                         |
| Sportchef : Patxi Vila, Enrico Poitschke |                                     |                             |

| Movistar Team MOV                              | Movistar Team MOV       | Movistar Team MOV |
| ---------------------------------------------- | ----------------------- | ----------------- |
| #                                              | Cyklist                 | Placering         |
| 81                                             | Enric Mas (ESP)         | 2.                |
| 82                                             | Jon Barrenetxea (ESP)   | 94.               |
| 83                                             | Pablo Castrillo (ESP)   | DNF-6             |
| 84                                             | Jorge Arcas (ESP)       | 95.               |
| 85                                             | Gregor Mühlberger (AUT) | DNF-6             |
| 86                                             | Nelson Oliveira (POR)   | 33.               |
| 87                                             | Michel Hessmann (GER)   | 99.               |
| Sportchef : Chente García Acosta, Iván Velasco |                         |                   |

| EF Education-EasyPost EFE                   | EF Education-EasyPost EFE | EF Education-EasyPost EFE |
| ------------------------------------------- | ------------------------- | ------------------------- |
| #                                           | Cyklist                   | Placering                 |
| 91                                          | Ben Healy (IRL)           | 30.                       |
| 92                                          | Archie Ryan (IRL)         | 68.                       |
| 93                                          | Samuele Battistella (ITA) | DNF-6                     |
| 94                                          | Alex Baudin (FRA)         | DNF-6                     |
| 95                                          | Jardi van der Lee (NED)   | 112.                      |
| 96                                          | Markel Beloki (ESP)       | DNF-4                     |
| 97                                          | Hugh Carthy (GBR)         | DNF-6                     |
| Sportchef : Juan Manuel Gárate, Tom Southam |                           |                           |

| Team TotalEnergies TEN | Team TotalEnergies TEN   | Team TotalEnergies TEN |
| ---------------------- | ------------------------ | ---------------------- |
| #                      | Cyklist                  | Placering              |
| 101                    | Mathieu Burgaudeau (FRA) | DNS-4                  |
| 102                    | Steff Cras (BEL)         | 18.                    |
| 103                    | Joris Delbove (FRA)      | 84.                    |
| 104                    | Fabien Doubey (FRA)      | 44.                    |
| 105                    | Fabien Grellier (FRA)    | 110.                   |
| 106                    | Jordan Jegat (FRA)       | 14.                    |
| 107                    | Mattéo Vercher (FRA)     | 87.                    |

| Team Picnic-PostNL TPP | Team Picnic-PostNL TPP        | Team Picnic-PostNL TPP |
| ---------------------- | ----------------------------- | ---------------------- |
| #                      | Cyklist                       | Placering              |
| 111                    | Warren Barguil (FRA)          | 28.                    |
| 112                    | Romain Combaud (FRA)          | 97.                    |
| 113                    | Bjoern Koerdt (GBR)           | 89.                    |
| 114                    | Gijs Leemreize (NED)          | 54.                    |
| 115                    | Juan Guillermo Martínez (COL) | 71.                    |
| 116                    | Oscar Onley (GBR)             | 9.                     |
| 117                    | Robbe Dhondt (BEL)            | DNS-4                  |

| Groupama-FDJ GFC | Groupama-FDJ GFC                | Groupama-FDJ GFC |
| ---------------- | ------------------------------- | ---------------- |
| #                | Cyklist                         | Placering        |
| 121              | Clément Braz Afonso (FRA)       | 39.              |
| 122              | Romain Grégoire (FRA)           | 24.              |
| 123              | Thibaud Gruel (FRA)             | 73.              |
| 124              | Guillaume Martin-Guyonnet (FRA) | 12.              |
| 125              | Rudy Molard (FRA)               | 86.              |
| 126              | Brieuc Rolland (FRA)            | 22.              |
| 127              | Clément Davy (FRA)              | DNF-6            |

| Euskaltel-Euskadi EUS | Euskaltel-Euskadi EUS | Euskaltel-Euskadi EUS |
| --------------------- | --------------------- | --------------------- |
| #                     | Cyklist               | Placering             |
| 131                   | Jon Aberasturi (ESP)  | DNF-6                 |
| 132                   | Mikel Bizkarra (ESP)  | 48.                   |
| 133                   | Gotzon Martín (ESP)   | 38.                   |
| 134                   | Xabier Isasa (ESP)    | 111.                  |
| 135                   | Txomin Juaristi (ESP) | 74.                   |
| 136                   | Iker Mintegi (ESP)    | 104.                  |
| 137                   | Ander Ganzabal (ESP)  | 102.                  |

| Soudal Quick-Step SOQ | Soudal Quick-Step SOQ         | Soudal Quick-Step SOQ |
| --------------------- | ----------------------------- | --------------------- |
| #                     | Cyklist                       | Placering             |
| 141                   | Gianmarco Garofoli (ITA)      | 31.                   |
| 142                   | Ethan Hayter (GBR) (landsväg) | 100.                  |
| 143                   | James Knox (GBR)              | 69.                   |
| 144                   | Maximilian Schachmann (GER)   | 3.                    |
| 145                   | Ilan Van Wilder (BEL)         | 6.                    |
| 146                   | Mauri Vansevenant (BEL)       | DNF-6                 |
| 147                   | Louis Vervaeke (BEL)          | DNF-6                 |

| Alpecin-Deceuninck ADC | Alpecin-Deceuninck ADC      | Alpecin-Deceuninck ADC |
| ---------------------- | --------------------------- | ---------------------- |
| #                      | Cyklist                     | Placering              |
| 151                    | Fabio Van den Bossche (BEL) | 92.                    |
| 152                    | Ramses Debruyne (BEL)       | 80.                    |
| 153                    | Juri Hollmann (GER)         | 81.                    |
| 154                    | Jimmy Janssens (BEL)        | 78.                    |
| 155                    | Luca Vergallito (ITA)       | 16.                    |
| 156                    | Tobias Bayer (AUT)          | DNF-6                  |
| 157                    | Emiel Verstrynge (BEL)      | 56.                    |

| Equipo Kern Pharma EKP | Equipo Kern Pharma EKP  | Equipo Kern Pharma EKP |
| ---------------------- | ----------------------- | ---------------------- |
| #                      | Cyklist                 | Placering              |
| 161                    | Ibon Ruiz (ESP)         | 101.                   |
| 162                    | Pau Miquel (ESP)        | 63.                    |
| 163                    | Iván Cobo (ESP)         | 19.                    |
| 164                    | Haimar Etxeberria (ESP) | 96.                    |
| 165                    | Iñigo Elosegui (ESP)    | 109.                   |
| 166                    | Unai Iribar (ESP)       | 23.                    |
| 167                    | Diego Uriarte (ESP)     | 107.                   |

| Team Jayco AlUla JAY | Team Jayco AlUla JAY            | Team Jayco AlUla JAY |
| -------------------- | ------------------------------- | -------------------- |
| #                    | Cyklist                         | Placering            |
| 171                  | Davide De Pretto (ITA)          | DNF-6                |
| 172                  | Edward Dunbar (IRL) (tempolopp) | DNF-6                |
| 173                  | Anders Foldager (DEN)           | DNS-4                |
| 174                  | Alan Hatherly (RSA) (tempolopp) | DNF-6                |
| 175                  | Asbjørn Hellemose (DEN)         | 72.                  |
| 176                  | Christopher Juul-Jensen (DEN)   | 82.                  |
| 177                  | Mauro Schmid (SUI) (landsväg)   | DNF-5                |

| Burgos-Burpellet-BH BBH | Burgos-Burpellet-BH BBH                 | Burgos-Burpellet-BH BBH |
| ----------------------- | --------------------------------------- | ----------------------- |
| #                       | Cyklist                                 | Placering               |
| 181                     | Ander Okamika (ESP)                     | 46.                     |
| 182                     | Jambaljamts Sainbayar (MGL) (tempolopp) | DNF-6                   |
| 183                     | José Luis Faura (ESP)                   | 65.                     |
| 184                     | Hugo de la Calle (ESP)                  | 41.                     |
| 185                     | José Manuel Díaz Gallego (ESP)          | 26.                     |
| 186                     | Antonio Fagúndez (URU) (tempolopp)      | 64.                     |
| 187                     | Sinuhé Fernández (ESP)                  | 59.                     |

| Intermarché-Wanty IWA | Intermarché-Wanty IWA        | Intermarché-Wanty IWA |
| --------------------- | ---------------------------- | --------------------- |
| #                     | Cyklist                      | Placering             |
| 191                   | Louis Barré (FRA)            | DNS-6                 |
| 192                   | Kamiel Bonneu (BEL)          | 85.                   |
| 193                   | Alexander Kamp Egested (DEN) | DNS-6                 |
| 194                   | Gerben Kuypers (BEL)         | 49.                   |
| 195                   | Tom Paquot (BEL)             | DNS-6                 |
| 196                   | Lorenzo Rota (ITA)           | DNF-6                 |
| 197                   | Luca Van Boven (BEL)         | DNS-6                 |

| Team Visma \| Lease a Bike TVL | Team Visma \| Lease a Bike TVL | Team Visma \| Lease a Bike TVL |
| ------------------------------ | ------------------------------ | ------------------------------ |
| #                              | Cyklist                        | Placering                      |
| 201                            | Axel Zingle (FRA)              | DNF-5                          |
| 202                            | Sepp Kuss (USA)                | DNF-6                          |
| 203                            | Wilco Kelderman (NED)          | 17.                            |
| 204                            | Thomas Gloag (GBR)             | DNF-6                          |
| 205                            | Ben Tulett (GBR)               | DNS-5                          |
| 206                            | Attila Valter (HUN) (landsväg) | 27.                            |
| 207                            | Victor Campenaerts (BEL)       | DNS-3                          |

| Caja Rural-Seguros RGA CJR | Caja Rural-Seguros RGA CJR | Caja Rural-Seguros RGA CJR |
| -------------------------- | -------------------------- | -------------------------- |
| #                          | Cyklist                    | Placering                  |
| 211                        | Fernando Barceló (ESP)     | DNF-6                      |
| 212                        | Joan Bou (ESP)             | 57.                        |
| 213                        | Iúri Leitão (POR)          | DNF-3                      |
| 214                        | Joel Nicolau (ESP)         | 35.                        |
| 215                        | Thomas Silva (URU)         | 32.                        |
| 216                        | Tyler Stites (USA)         | DNF-4                      |
| 217                        | Julen Arriola-Bengoa (ESP) | 61.                        |

| XDS Astana Team XAT | XDS Astana Team XAT       | XDS Astana Team XAT |
| ------------------- | ------------------------- | ------------------- |
| #                   | Cyklist                   | Placering           |
| 221                 | Clément Champoussin (FRA) | 10.                 |
| 222                 | Anthon Charmig (DEN)      | DNF-5               |
| 223                 | Florian Kajamini (ITA)    | DNS-2               |
| 224                 | Anton Kuzmin (KAZ)        | DNF-6               |
| 225                 | Ide Schelling (NED)       | DNF-6               |
| 226                 | Harold Tejada (COL)       | 21.                 |
| 227                 | Simone Velasco (ITA)      | 8.                  |

| Tudor Pro Cycling Team TUD | Tudor Pro Cycling Team TUD      | Tudor Pro Cycling Team TUD |
| -------------------------- | ------------------------------- | -------------------------- |
| #                          | Cyklist                         | Placering                  |
| 231                        | Marc Hirschi (SUI)              | 62.                        |
| 232                        | Jacob Eriksson (SWE) (landsväg) | 106.                       |
| 233                        | Julian Alaphilippe (FRA)        | DNF-6                      |
| 234                        | Yannis Voisard (SUI)            | 29.                        |
| 235                        | Fabian Weiss (SUI)              | DNS-6                      |
| 236                        | Hannes Wilksch (GER)            | 75.                        |
| 237                        | Luc Wirtgen (LUX)               | DNF-6                      |

Förklaringar
DNF = Fullföljde inte, OTL = Utanför tidsgränsen, DNS = Startade inte, DSQ = Diskvalificerad